# Rhipsalis crispata
Rhipsalis crispata là một loài thực vật có hoa trong họ Cactaceae. Loài này được (Haw.) Pfeiff. miêu tả khoa học đầu tiên năm 1837.

## Hình ảnh

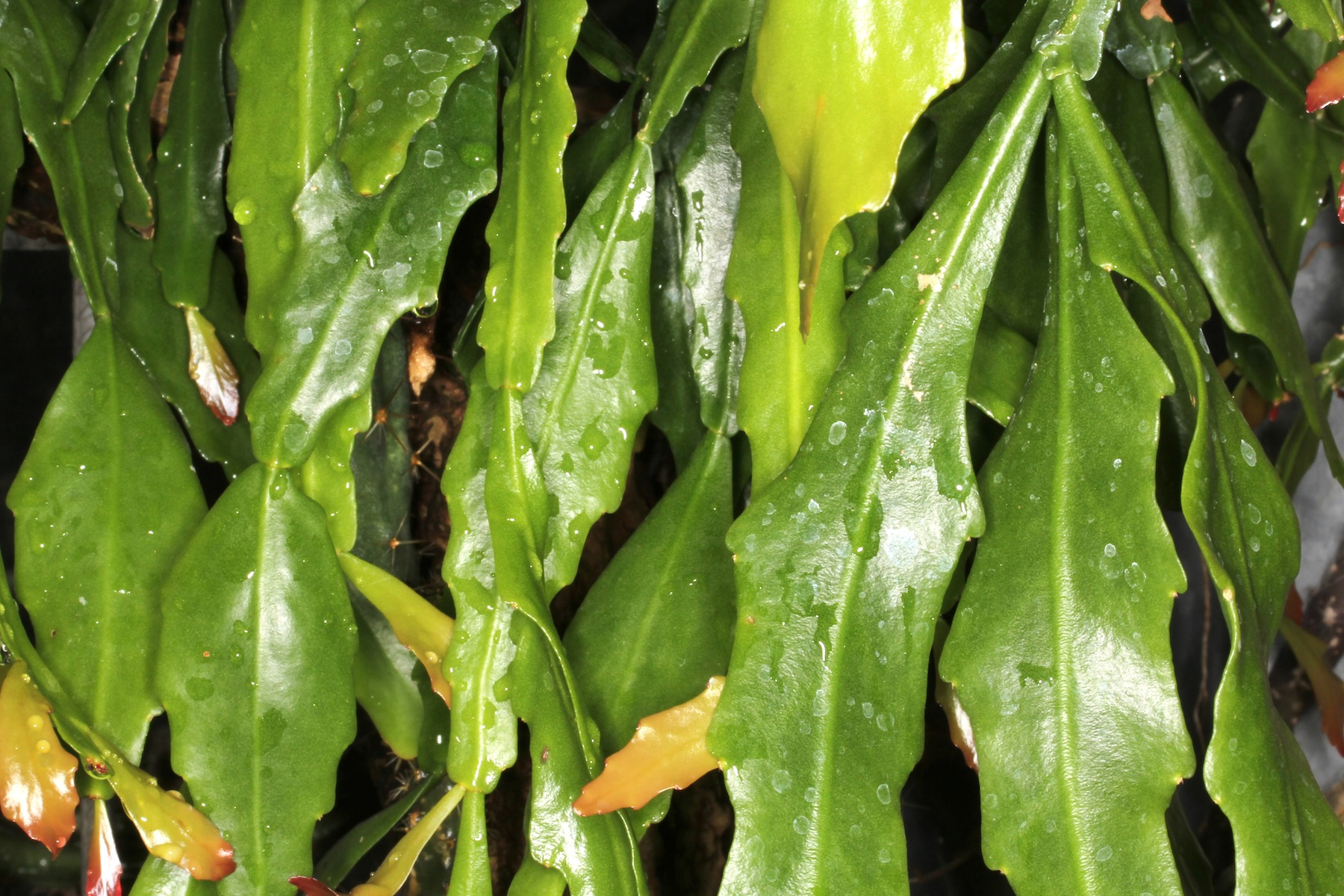